# Mauerschau (Oper)
Mauerschau ist eine Oper für sechs Sänger, eine Schauspielerin, Vokalensemble und kleines Orchester von Hauke Berheide (Musik) mit einem Libretto von Amy Stebbins über Heinrich von Kleists Penthesilea. Sie entstand im Auftrag der Bayerischen Staatsoper für die Münchner Opernfestspiele und wurde am 29. Juni 2016 in der Reithalle München uraufgeführt.

## Gestaltung
Der Inhalt der Oper behandelt die tragische Liebesgeschichte zwischen Achill und Penthesilea, deren Partien um jeweils zwei „Schatten“ ergänzt wurden. Diese Rahmenhandlung wird mehrfach unterbrochen. So berichtet eine Botin (Schauspielerin) wiederholt von der Entwicklung der Nachrichtenmedien.
Die Oper besteht aus zwölf Szenen, die jeweils durch ihre eigene musikalische Sprache „von feinster Kammermusik und betörend schönen Klängen bis zu brachialer dissonanter Bläser-Attacke“ gekennzeichnet sind.

## Werkgeschichte
Die Oper entstand im Auftrag der Bayerischen Staatsoper für die Münchner Opernfestspiele 2016. Das Libretto von Amy Stebbins basiert auf Texten von Heinrich von Kleist sowie von Colin Powell, Karoline von Günderrode, Ernst Moritz Arndt, Friedrich Nietzsche, Hannes Küpper, Donald Rumsfeld und Joschka Fischer.
Die musikalische Leitung der Uraufführung vom 29. Juni 2016 in der Reithalle München hatte Oksana Lyniv. Die Inszenierung stammte wie das Libretto von Amy Stebbins, Bühne und Video von Luftwerk und die Kostüme von Belén Montoliú. Es spielten und sangen das Bayerische Staatsorchester, der Extrachor der Bayerischen Staatsoper sowie Adriana Bastidas-Gamboa (Penthesilea), Leela Subramaniam (Penthesileas hoher Schatten), Hanna Herfurtner (Penthesileas tiefer Schatten), Edwin Crossley-Mercer (Achill), Joshua Owen Mills (Achills hoher Schatten), Frederic Jost (Achills tiefer Schatten) und Hildegard Schmahl (Botin).
Der Komponist Hauke Berheide wurde mit dem Festspielpreis der Opernfestspiele München 2016 ausgezeichnet.